# Presa Valle de Bravo
La Presa Valle de Bravo se encuentra en la cuenca hidrográfica del río Balsas, en el municipio de Valle de Bravo, en el estado de México. Su construcción culminó en 1944, y su embalse tiene una capacidad para albergar 418 hectómetros cúbicos de agua. El uso primordial de sus aguas es para la distribución de agua potable para consumo humano en la Zona Metropolitana del Valle de México, como parte del Sistema Cutzamala.